# ヨーロッパ出身のメジャーリーグベースボール選手一覧
ヨーロッパ出身のメジャーリーグベースボール選手一覧はヨーロッパ出身のメジャーリーグベースボール（MLB）選手の一覧。ヨーロッパ諸国からアメリカ合衆国に帰化した人物も含む。
太字は現役選手。アルファベット順。

## イギリス

### イングランド
- デーブ・ブライン（en:Dave Brain）
- トム・ブラウン（en:Thom Brown (center fielder)）
- ウォルター・カーライル（en:Walter Carlisle）
- ボビー・クラック（en:Bobby Clack）
- エド・コグスウェル（en:Ed Cogswell）
- ダニー・コックス（en:Danny Cox）
- ネッド・クロンプトン（en:Ned Crompton）
- ホープ・フェリス（en:Hobe Ferris）
- デニス・フィッツジェラルド（en:Dennis Fitzgerald (baseball)）
- ジョージ・ホール（en:George William Hall）
- ジム・ハルピン（en:Jim Halpin）
- チャーリー・ハンフォード（en:Charlie Hanford）
- ピート・ハスニー（en:Pete Hasney）
- ディック・ハイアム（en:Dick Higham）
- マーティ・ホーガン（en:Marty Hogan）
- サム・ジャクソン（en:Sam Jackson (baseball)）
- キース・ランパード（en:Keith Lampard）
- アルフレッド・ローソン（en:Alfred Lawson）
- ティム・マニング（en:Tim Manning）
- ポール・マラック（en:Paul Marak）
- アル・ニコルズ（en:Al Nichols）
- ランス・ペインター（en:Lance Painter）
- マイケル・ピーターセン（en:Michael Petersen (baseball)）
- アル・リーチ（en:Al Reach） - フィラデルフィア・フィリーズ創設者・初代オーナー
- クリス・リード（en:Chris Reed (baseball)）
- レス・ロー（en:Les Rohr）
- アル・ショー（en:Al Shaw (catcher)）
- ハリー・スミス（en:Harry Smith (1900s catcher)）
- クロンダイク・スミス（en:Klondike Smith）
- フィル・ストックマン（en:Phil Stockman）
- アル・サーク（en:Al Thake）
- エド・ウォーカー（en:Ed Walker (baseball)）
- サム・ホワイト（en:Sam White (baseball)）
- ハリー・ライト（en:Harry Wright） - ボストン・レッドキャップス、プロビデンス・グレイズ、フィラデルフィア・フィリーズ監督
- ジム・ライト（en:Jim Wright (1920s pitcher)）

### スコットランド
- ジョージ・チャーマーズ（en:George Chalmers (baseball)）
- マイク・ホプキンス（en:Mike Hopkins (baseball)）
- マック・マッカーサー（en:Mac MacArthur）
- ジム・マコーミック（en:Jim McCormick (pitcher)） - クリーブランド・ブルース監督
- マイク・マコーミック（en:Mike McCormick (pitcher)）
- ヒュー・ニコル（en:Hugh Nicol）
- ボビー・トムソン（en:Bobby Thomson）
- トム・ワデル（en:Tom Waddell (baseball)）

### ウェールズ
- ジミー・オースティン（en:Jimmy Austin）
- エドワード・M・ルイス（en:Edward M. Lewis）
- ピーター・モリス（en:Peter Morris (baseball)）

### 北アイルランド
- P.J.コンロン（en:P. J. Conlon）

## アイルランド
- ジミー・アーチャー（en:Jimmy Archer）
- トミー・ボンド（en:Tommy Bond (baseball)）
- ヒュー・キャンベル（en:Hugh Campbell (baseball)）
- マイク・キャンベル（en:Mike Campbell (first baseman)）
- ジョー・クリアリー（en:Joe Cleary）
- ビル・コリンズ（en:Bill Collins (catcher)）
- ジョン・カラン（en:John Curran (baseball)）
- アンディ・キュージック（en:Andy Cusick）
- ヒュー・デイリー（en:Hugh Daily） - 一部の著書では「ボルチモア出身」とする記載もある。
- ピート・ダニエルズ（en:Pete Daniels）
- パッツィ・ドノヴァン（en:Patsy Donovan）
- トム・ダウズ（en:Tom Dowse）
- コニー・ドイル（en:Conny Doyle）
- ジャック・ドイル（en:Jack Doyle (baseball)）
- エド・ダフィー（en:Ed Duffy）
- ビル・ファーマー（en:Bill Farmer (baseball)）
- ジョコー・フィールズ（en:Jocko Fields）
- マイク・フリン（en:Mike Flynn (baseball)）
- カレー・フォーリー（en:Curry Foley）
- ジミー・ハリーナン（en:Jimmy Hallinan）
- マイク・ハインズ（en:Mike Hines）
- アンディ・レナード（en:Andy Leonard）
- コン・ルーサッド（en:Con Lucid）
- レッディ・マック（en:Reddy Mack）
- ファージー・マローン（en:Fergy Malone）
- チャーリー・マッカロー（en:Charlie McCullough）
- ジョン・マックギネス（en:John McGuinness (baseball)）
- アイリッシュ・マキルビーン（en:Irish McIlveen）
- バーニー・マクローリン（en:Barney McLaughlin）
- マット・マクマナス（en:Pat McManus）
- マイク・マルドゥーン（en:Mike Muldoon）
- トニー・マレーン（en:Tony Mullane）
- トム・ニーダム（en:Tom Needham）
- サム・ニコル（en:Sam Nicholl）
- ジョニー・オコナー（en:Johnny O'Connor (baseball)）
- パディ・オコナー（en:Paddy O'Connor）
- ファンシー・オニール（en:Fancy O'Neil）
- ジャック・オニール（en:Jack O'Neill (baseball)）
- マイク・オニール（en:Mike O'Neill (baseball)）
- サイクロン・ライアン（en:Cyclone Ryan）
- ビル・サリバン（en:Bill Sullivan (outfielder)）
- スリーパー・サリバン（en:Sleeper Sullivan）
- テッド・サリバン（en:Ted Sullivan (baseball)）
- ジョン・K・テナー（en:John K. Tener）
- ジミー・ウォルシュ（en:Jimmy Walsh (outfielder)）

## ドイツ
ドイツ国内在住のアメリカ軍基地出身のアメリカ人選手も含む。
- アーロン・アルテール（en:Aaron Altherr）
- ジェフ・ベイカー（en:Jeff Baker）
- ハインツ・ベッカー（en:Heinz Becker）
- ロブ・ベロイアー（en:Rob Belloir）
- マイク・ブロワーズ（en:Mike Blowers）
- フリッツ・ビューロー（en:Fritz Buelow）
- ボブ・デービッドソン（en:Bob Davidson (pitcher)）
- ペップ・ディーニンジャー（en:Pep Deininger）
- ブレンダン・ドノバン（en:Brendan Donovan）
- エド・イーテルホルヘ（en:Ed Eiteljorge）
- フレッド・ゲイザー（en:Fred Gaiser）
- ロン・ガーデンハイアー（en:Ron Gardenhire） - ミネソタ・ツインズ監督（2002 - 2014）、デトロイト・タイガース監督（2018 - 2020）
- チャーリー・ゲッツェン（en:Charlie Getzien）
- ジョージ・ヒューベル（en:George Heubel）
- グレン・ハバード（en:Glenn Hubbard (baseball)）
- エドウィン・ジャクソン（en:Edwin Jackson）
- ジャック・ケイトル（en:Jack Katoll）
- スティーブ・ケント（en:Steve Kent (baseball)）
- マックス・ケプラー（en:Max Kepler）
- ベン・コーラー（en:Ben Koehler）
- マーティ・クラグ（en:Marty Krug）
- ビル・キューネ（en:Bill Kuehne）
- クレイグ・レファーツ（en:Craig Lefferts）
- デビッド・レンズ（en:David Lenz (baseball)）
- ブルース・マックスウェル（en:Bruce Maxwell）
- トム・マッカーシー（en:Tom McCarthy (1980s pitcher)）
- ビル・ミラー（en:Bill Miller (outfielder)）
- ジョー・ミラー（en:Joe Miller (second baseman)）
- フリッツ・モルウィッツ（en:Fritz Mollwitz）
- ウィル・オーマン（en:Will Ohman）
- デーブ・パブラス（en:Dave Pavlas）
- レジー・リヒター（en:Reggie Richter）
- スケル・ローチ（en:Skel Roach）
- フェニックス・サンダース（en:Phoenix Sanders）
- ダッチ・シェスラー（en:Dutch Schesler）
- ダッチ・シュリブナー（en:Dutch Schliebner）
- ミッキー・スコット（en:Mickey Scott）
- ガス・シャリクス（en:Gus Shallix）
- フランク・シフレ（en:Frank Siffell）
- ジョー・ストラウブ（en:Joe Straub）
- マーティ・スワンデル（en:Marty Swandell）
- バン・トロイ（en:Bun Troy）
- トニー・ウェルザー（en:Tony Welzer）
- ステファン・ウェバー（en:Stefan Wever）
- ビル・ジマーマン（en:Bill Zimmerman）

## オランダ
オランダ王国におけるカリブ海地域の構成国キュラソーおよびアルバの出身者は、キュラソー出身のメジャーリーグベースボール選手一覧とオランダ領アルバ出身のメジャーリーグベースボール選手一覧を参照。ただし、それらの出身者はオランダ国籍に含まれる。
- バート・ブライレブン（en:Bert Blyleven）
- ロバート・エーンホーン（en:Robert Eenhoorn）
- リッカート・ファニート（en:Rikkert Faneyte）
- ディディ・グレゴリウス（en:Didi Gregorius）
- グレッグ・ハルマン（en:Greg Halman）
- ジョン・ハウスマン（en:John Houseman）
- ジョン・オッテン（en:John Otten）
- ウィン・レマースワール（en:Win Remmerswaal）
- リック・バンデンハーク（en:Rick van den Hurk）
- ライニー・ウォルターズ（en:Rynie Wolters）

## フランス
- ブルース・ボウチー（en:Bruce Bochy） - サンフランシスコ・ジャイアンツ監督（2007 - ）
- エド・ガグニアー（en:Ed Gagnier）
- クラウド・グージー（en:Claude Gouzzie）
- スティーブ・ジェルツ（en:Steve Jeltz）
- チャーリー・リー（en:Charlie Lea）
- デューク・マーケル（en:Duke Markell）
- ラリー・レスラー（en:Larry Ressler）
- ジョー・ウェーリン（en:Joe Woerlin）

## イタリア
- サミュエル・アルデゲリ（en:Samuel Aldegheri）
- ルガー・アルディゾナ（en:Rugger Ardizoia）
- ハンク・ビアサッティ（en:Hank Biasatti）
- フリオ・ボネッティ（en:Julio Bonetti）
- チェイス・バーンズ（en:Chase Burns）
- アレックス・リッディ（en:Alex Liddi）
- マリノ・ピーレッティ（en:Marino Pieretti）
- ルー・ポリ（en:Lou Polli）

## スペイン
- アル・カブレラ（en:Al Cabrera）
- ブライアン・オールカーズ（en:Bryan Oelkers）
- アル・パード（en:Al Pardo）
- ダニエル・リオス（en:Danny Rios）

## オーストリア
- ジョー・ホブリック（en:Joe Hovlik）
- カート・クリーガー（en:Kurt Krieger）
- ジョー・コーカリック（en:Joe Koukalik）
- ジャック・クイン（en:Jack Quinn）
- フランク・ルーニー（en:Frank Rooney）
- ジョン・ステドルンスキー（en:John Stedronsky）

## ロシア
- エディ・エインスミス（en:Eddie Ainsmith）
- ビクター・コール（en:Victor Cole）
- ジェイク・ゲットマン（en:Jake Gettman）
- ジェイク・リビングストーン（en:Jake Livingstone）
- ルウブ・シャウアー（en:Rube Schauer）

## スウェーデン
- チャーリー・ボルド（en:Charlie Bold）
- エリック・エリクソン（en:Eric Erickson (baseball)）
- チャーリー・ヘルストラム（en:Charlie Hallstrom）
- アクセル・リンドストロム（en:Axel Lindstrom）

## ポーランド
- モー・ドラボウスキー（en:Moe Drabowsky）
- ナップ・クローザ（en:Nap Kloza）
- ヘンリー・ペプロスキー（en:Henry Peploski）
- ジョニー・レーダー（en:Johnny Reder）

## ノルウェー
- ジョン・アンダーソン（en:John Anderson (outfielder)）
- アート・ヨルゲン（en:Art Jorgens）
- ジミー・ウィグス（en:Jimmy Wiggs）

## スロバキア
- カール・リンハート（en:Carl Linhart）
- エルマー・ヴァロ（en:Elmer Valo）

## ウクライナ
- ビル・クリスタル（en:Bill Cristall）
- リューベン・ユーイング（en:Reuben Ewing）

## ベルギー
- ブライアン・リーシャー（en:Brian Lesher）

## ギリシャ
- アル・キャンパニス（en:Al Campanis）

## スイス
- オットー・ヘス（en:Otto Hess）

## フィンランド
- ジョン・マイケルソン（en:John Michaelson）

## デンマーク
- オラフ・ヘンリクセン（en:Olaf Henriksen）

## リトアニア
- ドヴィダス・ネヴェラウスカス（en:Dovydas Neverauskas）